# Dichelonyx kirbyi
Dichelonyx kirbyi är en skalbaggsart som beskrevs av Brown 1946. Dichelonyx kirbyi ingår i släktet Dichelonyx och familjen Melolonthidae. Inga underarter finns listade i Catalogue of Life.